# Кэри, Плантагенет, 11-й виконт Фолкленд
Адмирал Плантагенет Пьерпонт Кэри, 11-й виконт Фолкленд (англ. Plantagenet Pierrepont Cary, 11th Viscount Falkland; 8 сентября 1806 — 1 февраля 1886) — шотландский пэр и офицер Королевского флота.

## Биография
Родился 8 сентября 1806 года. Второй сын Чарльза Кэри, 9-го виконта Фолкленда (1768—1809), и его жены Кристианы Антон (? — 1822).
Плантагенет Кэри поступил в Королевский военно-морской колледж в августе 1820 года и отправился в качестве мичмана на корабль пятого ранга HMS Phaeton и служил в Вест-Индии и Средиземноморье. В 1824 году он перевелся на другой корабль пятого ранга, Boadicea, и служил там во время Первой англо-бирманской войны.
Покинув Ост-Индию, он стал служить на корабле Warspite, а затем на Wellesley в Средиземном море, последний был флагманом контр-адмирала сэра Фредерика Мейтленда. Плантагенет Кэри сдал экзамен на лейтенанта в 1827 году и в декабре 1829 года получил чин лейтенанта в Дартмуте. В ноябре 1830 года он был назначен на Prince Regent, флагман вице-адмирала сэра Джона Бересфорда в Ширнессе. Он был назначен на корабль шестого ранга Conway в июне 1833 года под командованием Генри Идена, а в марте 1834 года на Spartiate, флагман контр-адмирала сэра Майкла Сеймура на Южноамериканской станции.
Он получил свою вторую комиссию в октябре 1834 года. В феврале 1837 года он был назначен командиром шлюпа Comus в Вест-Индии. Под его командованием он захватил работорговца Ingemane в сентябре 1837 года. Плантагенет Кэри был повышен до пост-капитана в мае 1839 года и перешел на половинное жалование.
27 апреля 1843 года Плантагенет Кэри женился на Мэри Энн Моберт (12 июня 1818 — 2 января 1863), дочери эсквайра Джона Фрэнсиса Моберта из Норвуда и Мэри Энн Мур, от брака с которой у него не было детей. Благодаря повышениям в отставке он дослужился до адмирала в 1870 году.
12 марта 1884 года после смерти своего старшего брата, Люшиуса Кэри, 10-го виконта Фолкленда (1803—1884), не оставившего после себя наследников мужского пола, Плантагенет Кэри унаследовал титулы 11-го виконта Фолкленда из Фолкленда в графстве Файф (Пэрство Шотландии) и 11-го лорда Кэри (Пэрство Шотландии).
Виконт Фолкленд скончался 1 февраля 1886 года в возрасте 79 лет, не оставив потомства. Ему наследовал его племянник, Байрон Плантагенет Кэри, 12-й виконт Фолкленд (1845—1922).